# آقای راستگو (فیلم)
آقای راستگو (به هندی: Shriman Satyawadi) فیلمی محصول سال ۱۹۶۰ و به کارگردانی اس. ام عباس است. در این فیلم بازیگرانی همچون راج کاپور، شکیلا، محمود، نظیر حسین، رادا کریشان ایفای نقش کرده‌اند.